# Progesteron
Progesteron er et C-21 steroidhormon, der spiller en rolle i den kvindelige menstruationscyklus og graviditet. Hormonet dannes i det gule legeme (corpus luteum) i æggestokken.
| Kemi | Spire Denne artikel om kemi er en spire som bør udbygges. Du er velkommen til at hjælpe Wikipedia ved at udvide den. |